# Channa orientalis
Channa orientalis és una espècie de peix de la família dels cànnids i de l'ordre dels perciformes.

## Descripció
- Fa 33 cm de llargària màxima, tot i que, normalment, en fa 16.[3]
- Cos allargat, arrodonit en secció transversal i de color verdós a la part dorsal dels flancs i clar al ventre amb un feble matís blavós o vermellós.
- Absència d'aletes pèlviques i d'escates a l'àrea gular del cap.
- Mandíbula inferior amb 10-20 ullals darrere d'una filera de dents vil·liformes (aquests darrers s'estenen al voltant de 7 fileres en la símfisi mandibular). Prevòmer i palatines amb dents semblants a les canines.
- 6-7 escates predorsals. 36-42 escates a la línia lateral. Escates cefàliques grans i situades darrere de les òrbites oculars.
- Aletes dorsal, anal i caudal amb les vores de color taronja o escarlata. Les pectorals tenen un reguitzell de franges verticals, les quals alternen els colors blau i taronja clar.
- Les aletes pectorals s'estenen fins a l'aleta anal.
- 33-36 radis tous a l'aleta dorsal i 21-23 a l'anal. 13-15 radis a les aletes pectorals.
- Les femelles i els joves presenten un ocel a l'extrem posterior de l'aleta dorsal (sobre el peduncle caudal).[4][5][6]

## Reproducció
És monògam i la reproducció té lloc, a Bangladesh, entre l'abril i el juny en aigües poc fondes amb un llim o substrat de grava. La posta és de 200-300 ous de color groguenc, els quals suren a l'aigua i fan 1,5 mm de diàmetre. Ambdós progenitors col·laboren en la protecció de les larves (la femella defensant el territori i el mascle allotjant els alevins dins la boca fins que són capaços de sobreviure pel seu compte i són expulsats a través de les obertures branquials). El mascle és menys actiu durant aquest període (tot i que més procliu a viure a prop de la superfície) i la femella pot capturar alevins extraviats i tornar-los a la boca del mascle.

## Alimentació
Menja insectes, crustacis, peixos i ous i larves d'altres peixos.

## Paràsits
És parasitat per nematodes (Spinitectus corti i Camalus sweeti) i larves de l'ordre Camallanida.

## Hàbitat i distribució geogràfica
És un peix d'aigua dolça i salabrosa (pH entre 6 i 8), bentopelàgic, potamòdrom i de clima tropical (23 °C-26 °C, encara que pot tolerar temperatures de fins a 36,5 °C), el qual viu a Àsia: els rius, llacs, estanys i rierols de muntanya amb substrat de llim i grava (encara que pot tolerar també aigües estancades, poc oxigenades, brutes i tèrboles) des de l'Iran i l'Afganistan fins a Sri Lanka, Malàisia i Indonèsia, incloent-hi el Pakistan, l'Índia, el Nepal, les illes Andaman, Bangladesh, Myanmar, Cambodja, Laos, Tailàndia, el Vietnam, la Xina i Taiwan.

## Observacions
És inofensiu per als humans, sol amagar-se sota les arrels i els troncs submergits, és exportat amb destinació al comerç de peixos ornamentals i pot viure fora de l'aigua durant un llarg temps.